# Список рыб Бутана
Список рыб Бутана неполный и включает 49 видов. Составлен на основе информационно-поисковой системы FishBase

## A
- Acanthocobitis botia (Nemacheilus botia) — акантокобитис ботия, боция жёлтая

## B

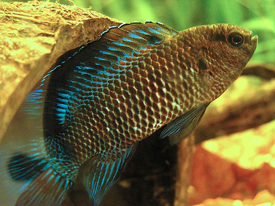
Badis badis

- Badis badis — бадис-бадис, или рыба-хамелеон
- Bagarius bagarius
- Balitora brucei — балитора брусеи
- Bangana dero
- Barilius barna
- Barilius bendelisis
- Batasio batasio
- Botia dario (Botia geto) — боция дарио

## C
- Catla catla — катла. Интродуцирована
- Channa amphibeus
- Channa gachua — змееголов карликовый
- Channa striata — змееголов полосатый
- Cirrhinus cirrhosus. Интродуцирован
- Crossocheilus latius — водорослеед индийский
- Ctenopharyngodon idella — белый амур. Интродуцирован
- Cyprinion semiplotum
- Cyprinus carpio carpio — карп кои. Интродуцирован.

## D

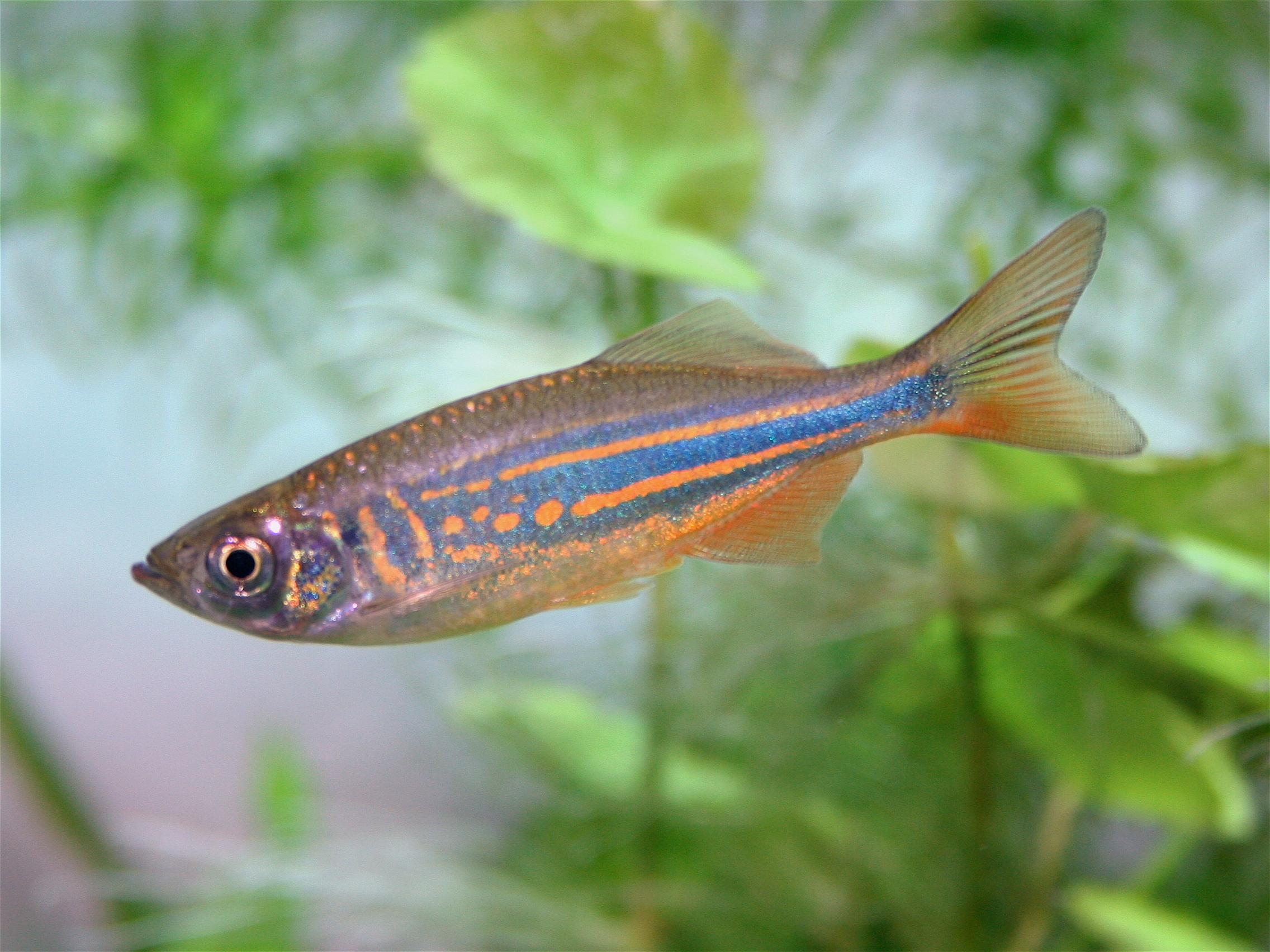
Devario aequipinnatus

- Danio dangila — данио дангила, оливковый данио
- Danio rerio — данио-рерио
- Devario aequipinnatus — данио малобарский, большой данио

## G
- Garra annandalei
- Garra gotyla gotyla
- Gogangra viridescens

## H
- Hypophthalmichthys molitrix — белый толстолобик. Интродуцирован
- Hypophthalmichthys nobilis — пёстрый толстолоб. Интродуцирован

## L
- Labeo dyocheilus
- Labeo pangusia
- Labeo rohita — лабео роха. Интродуцирован

## M

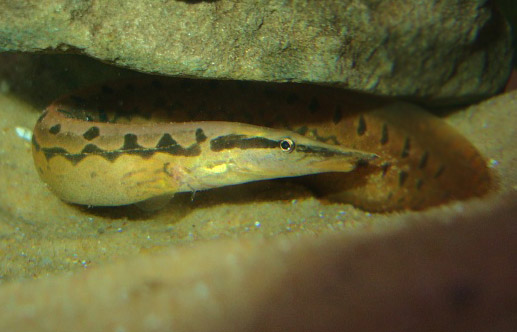
Mastacembelus armatus

- Mastacembelus armatus — мастацембелус панцирный
- Mystus bleekeri
- Mystus vittatus — косатка кобальтовая

## N
- Nandus nandus — нандус индийский
- Neolissochilus hexagonolepis

## O
- Ompok pabda

## P
- Puntius chola
- Puntius sarana
- Puntius sophore
- Puntius ticto — алый барбус

## R
- Raiamas bola — намшера
- Rasbora daniconius — расбора индийская, или расбора синеполосая

## S
- Salmo trutta trutta — форель. Интродуцирована
- Schistura scaturigina
- Schizothorax molesworthi
- Schizothorax progastus
- Schizothorax richardsonii

## T
- Tor putitora
- Tor tor

## X
- Xenentodon cancila — серебристая рыба-игла